# Phalanx CIWS

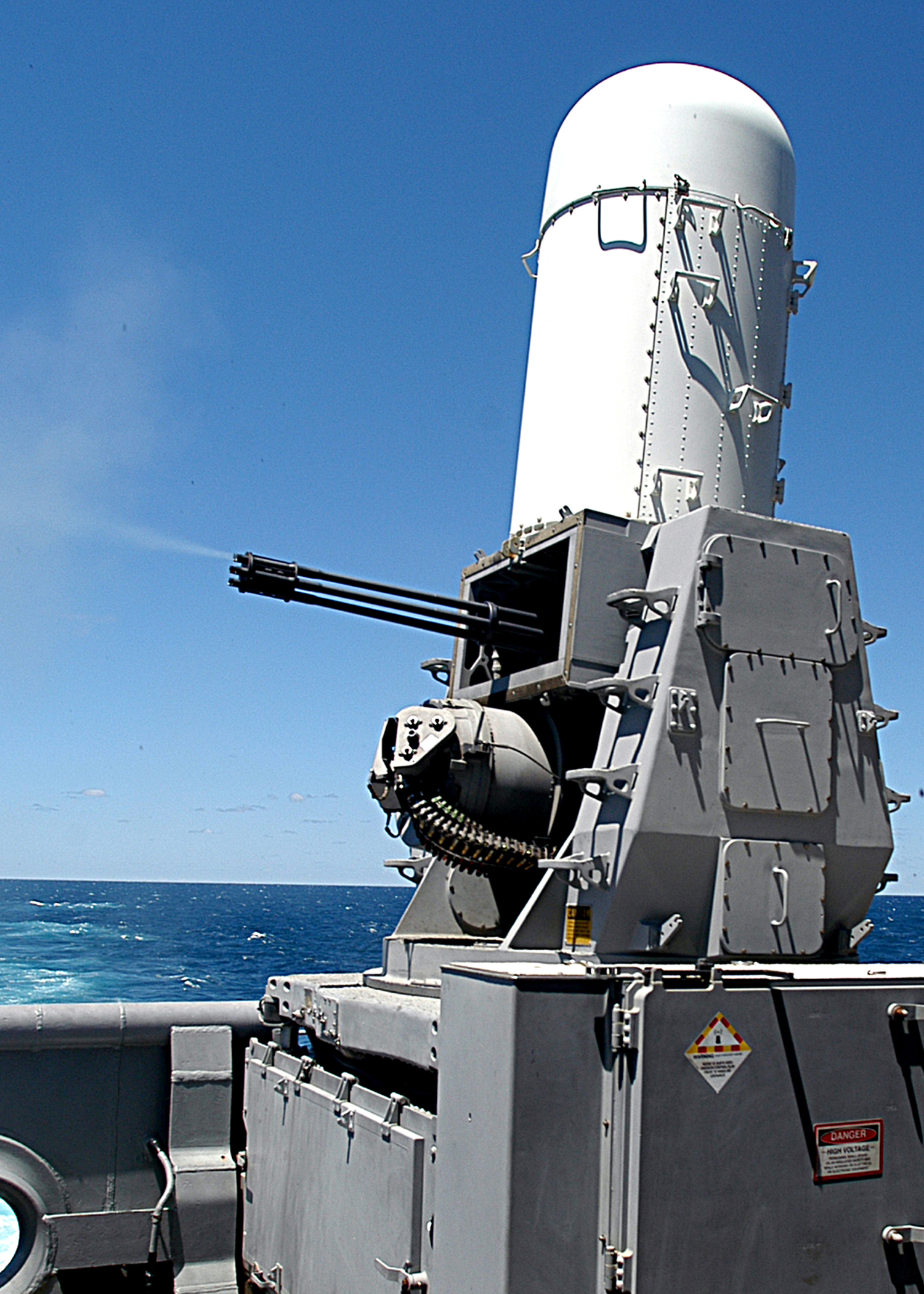
Block 1 CIWS

Phalanx CIWS (CIWS : Close-in weapon system, dénomination française : système d'armes rapproché) est un système de défense anti-missile antinavire qui a été conçu et fabriqué par General Dynamics. Testé à partir de 1973, il est maintenant fabriqué par Raytheon. Il est utilisé depuis 1980 par l'US Navy sur la grande majorité des classes de navire de combat de la Marine américaine. Il est en service dans les marines militaires de plus de vingt pays. En raison de leur caractère distinctif en forme de tonneau et de leur radôme, ce système est parfois surnommé « R2-D2 » d'après le fameux droïde de Star Wars ou encore Dalek en référence aux ennemis jurés du Le Docteur (Doctor Who) de la série télévisée britannique.

## Engagement
Dernière ligne de défense du fait de sa portée efficace de 1 490 m et maximale de 5 500 m, le système cadre la cible grâce à son radar et son système électro-optique puis ouvre le feu avec une forte cadence (environ 3 000 à 4 500 obus perforant sous-calibré par minute) grâce à sa conception « Gatling » de six tubes de calibre 20 mm dans le but de faire exploser le missile avant un contact avec le navire. La consommation rapide des munitions est l'un de ses inconvénients ainsi que le fait qu'il faut environ une seconde pour que l'arme atteigne sa cadence de tir maximale et que ses obus sont relativement légers.
En 2020, la version en service Block 1B Baseline 2 (IB2) coûte 19,5 millions de dollars l'unité à l'exportation.
Une version terrestre nommée Centurion existe également dans le cadre du Counter-RAM (en). qui a été mise en service en 2006 durant la guerre d'Irak.

## Munitions
En 1988, l'US Navy commence à remplacer le noyau en uranium appauvri de son obus perforant sous-calibré MK 149 MOD 2 armant le Phalanx, par un noyau en tungstène et prend alors l'appellation de MK 149 MOD 4 ayant une vitesse initiale d'environ 1120 m/s.

## Équivalents
Plusieurs marines ont développé leur propre système : la Russie avec l'AK-630M2 Duet, les Pays-Bas avec le Goalkeeper CIWS, l'Espagne avec Meroka CIWS, le Royaume-Uni avec une version missile nommée SeaRAM et la Chine avec le Type 730 CIWS.